# Heinrich I. von Bilversheim
Heinrich I. von Bilversheim († 17. September 1257 in Wolfsberg (Kärnten)) war von 1242 bis zu seinem Tode 1257 Bischof des Bistums Bamberg und 1247–1252 Administrator von Chiemsee.

## Heinrich I. im Familienkontext
Die Familie von Bilversheim war ein Ministerialengeschlecht aus dem Ort Pülfringen, heute eingemeindet in Königheim im Main-Tauber-Kreis im Nordosten von Baden-Württemberg. Orts- und Familiennamen liegen in zahlreichen Varianten vor, z. B. Bilvirnkeim, Bilverinckheim, Bulferkeim, Büluerigkheim und Pülferingen. Als Ortsadel sind die Ritter seit 1050 belegt. Heinrich I. war der erste Bamberger Bischof, der aus einem kleinen Ministerialengeschlecht stammte, seine Vorgänger lassen sich in der Regel den großen Dynastien benachbarter Grafenhäuser zuordnen.

## Biografische Daten
Heinrich I. hatte vor der Ernennung zum Bischof die Propstei a, Aachener Marienstift inne und war Kanoniker in Bamberg. Als Gefolgsmann des Kaisers Friedrich II., dessen Notar er auch war, reiste er an dessen Seite durch Italien und unterwarf sich erst Papst Innozenz IV. 1245 nach dem Ersten Konzil von Lyon, welches Friedrich absetzte. Seit 1245 ist das Bistum Bamberg auch herausgelöst aus dem Verbund mit dem Mainzer Erzbistum und direkt dem Heiligen Stuhl unterstellt. Der Papst hatte somit seinen Einfluss im Bamberger Land deutlich gestärkt.

## Heinrich I. als Bischof

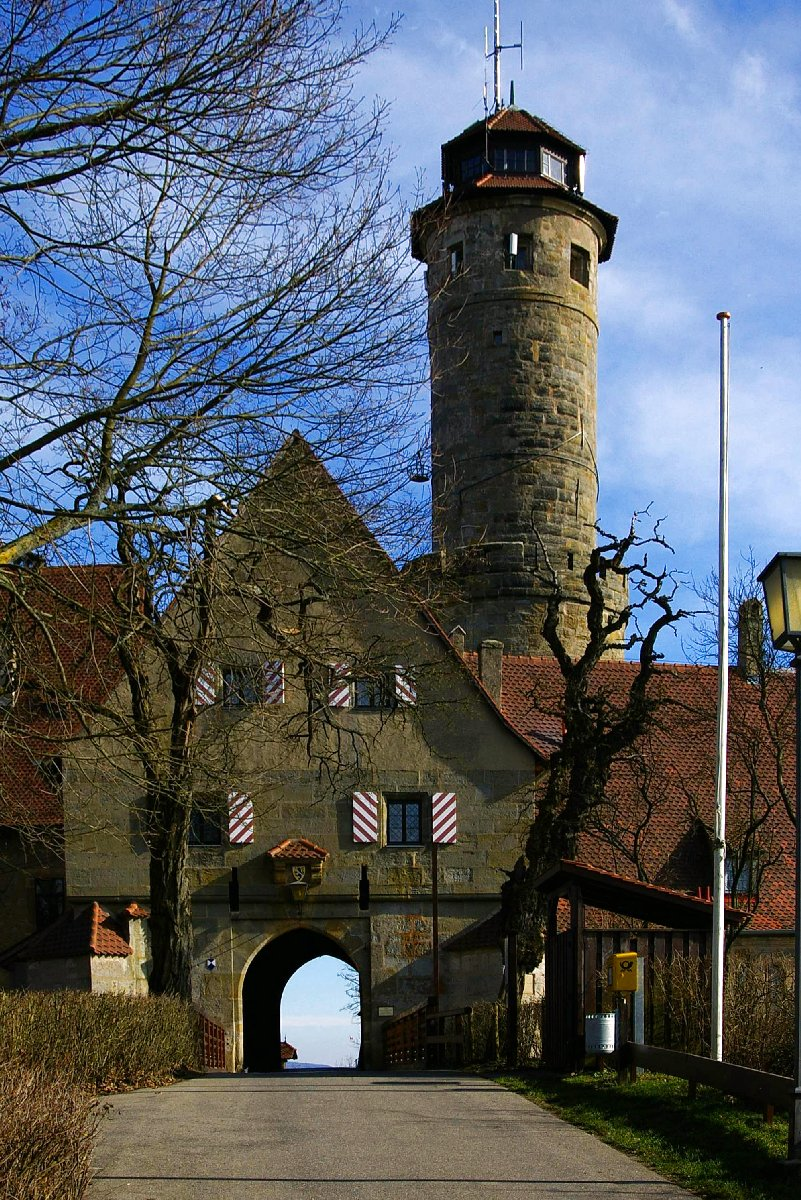
Torhaus der Altenburg – die Altenburg wird zum Sitz der Bamberger Bischöfe

Von 1232 bis 1242 war Heinrich von Bilversheim ernannter Bischof von Catania. Als Heinrich 1242 zum Bischof von Bamberg ernannt wurde, war Friedrich II. König des Heiligen Römischen Reiches und von Sizilien. In der Folgezeit wurden in Bamberg weniger Reichstage ausgerichtet bzw. Könige empfangen. Von 1241 bis 1243 gab es keinen Papst, die Zeit, in der der päpstliche Stuhl unbesetzt blieb, nennt man Sedisvakanz.
Heinrich I. hielt 1243 eine erste Diözesansynode ab, eine weitere folgte noch in seiner Amtszeit. 1245 erhielt die Stadt Bamberg vom Kaiser die Erlaubnis, einen dreiwöchigen Jahrmarkt abzuhalten. Der Jahrmarkt wurde mit der Domkirchweih verbunden und daher jeweils im Mai abgehalten. Ein Jahrmarkt dieses Umfanges bedeutete eine wirtschaftliche Aufwertung der Stadt.
Aus der Ortsgeschichte von Vorra in Oberfranken erfährt man, dass Bischof Heinrich in die Hände seiner Gegner gefallen war und sich vom Kloster Michelsberg 1246 Geld lieh, um sich wieder freikaufen zu können. Hierfür wurde Besitz in Vorra als Pfand eingesetzt. Der Ort Strullendorf verdankt seine erste urkundliche Erwähnung 1247 ebenfalls einer Verpfändung. Nachdem Heinrich I. drei goldene Kreuze aus dem Domschatz entnommen und verpfändet hatte, überließ er dem Domkapitel zur Sicherheit seinen Gutshof in Strullendorf.
Ab 1251 wurde die Altenburg Bischofssitz. Sie bot auch Sicherheit vor der aufstrebenden Bürgerschaft. Heinrich I. gilt zudem als Förderer der Franziskaner, benannt nach dem 1226 verstorbenen Franz von Assisi. 1256 stiftete er die Domkantorei.
Zum Nachfolger wurde zunächst Wladislaw von Schlesien († 1270) erwählt. Hierbei waren politische Gründe im Zusammenhang mit dem Erbfolgestreit der Andechs-Meranier ausschlaggebend. Mit Otto von Andechs-Meranien waren während der Regentschaft Heinrichs die Andechs-Meranier 1248 im Mannesstamm ausgestorben. Wladislaw legte aber kurz nach seiner Ernennung das Amt wieder nieder. Unter Berthold von Leiningen gelang es dann, die Streitigkeiten beizulegen.